# Премії НАН України імені видатних учених України — лауреати 2012 року
Премії НАН України імені видатних учених України — лауреати 2012 року.
За підсумками конкурсу 2012 р., проведеного відділеннями Національної академії наук України лауреатами премій стали:
| Премія                                             | Премійовані роботи | Лауреати                            | Коротко про лауреата |
| -------------------------------------------------- | --- | ----------------------------------- | --- |
| Премія НАН України імені М. М. Крилова             | цикл праць «Фрактальні та апроксимаційні схеми в теорії випадкових процесів та їхні застосування»                                         | Козаченко Юрій Васильович           | доктор фізико-математичних наук, професор Київського національного університету імені Тараса Шевченка |
| Премія НАН України імені М. М. Крилова             | цикл праць «Фрактальні та апроксимаційні схеми в теорії випадкових процесів та їхні застосування»                                         | Мішура Юлія Степанівна              | доктор фізико-математичних наук, завідувач кафедри Київського національного університету імені Тараса Шевченка                                                                                                   |
| Премія НАН України імені М. М. Крилова             | цикл праць «Фрактальні та апроксимаційні схеми в теорії випадкових процесів та їхні застосування»                                         | Працьовитий Микола Вікторович       | директор Фізико-математичного інституту Національного педагогічного університету імені М. П. Драгоманова |
| Премія НАН України імені М. О. Лаврентьєва         | цикл праць «Аналітично-чисельні методи дослідження крайових задач теплопровідності та термопружності для структурно-неоднорідних тіл»     | Кушнір Роман Михайлович             | член-кореспондент НАН України, директор Інституту прикладних проблем механіки і математики імені Я. С. Підстригача НАН України                                                                                   |
| Премія НАН України імені М. О. Лаврентьєва         | цикл праць «Аналітично-чисельні методи дослідження крайових задач теплопровідності та термопружності для структурно-неоднорідних тіл»     | Неміровський Юрій Володимирович     | доктор фізико-математичних наук, головний науковий співробітник Інституту теоретичної і прикладної механіки імені С. О. Христіановича Сибірського відділення РАН                                                 |
| Премія НАН України імені М. О. Лаврентьєва         | цикл праць «Аналітично-чисельні методи дослідження крайових задач теплопровідності та термопружності для структурно-неоднорідних тіл»     | Попович Василь Степанович           | доктор технічних наук, заступник директора Інституту прикладних проблем механіки і математики імені Я. С. Підстригача НАН України                                                                                |
| Премія НАН України імені Ю. О. Митропольського     | цикл робіт «Аналітичні та спектральні методи теорії динамічних систем і нелінійних диференціальних рівнянь»                               | Бойчук Олександр Андрійович         | член-кореспондент НАН України, завідувач лабораторії Інституту математики НАН України |
| Премія НАН України імені Ю. О. Митропольського     | цикл робіт «Аналітичні та спектральні методи теорії динамічних систем і нелінійних диференціальних рівнянь»                               | Єгорова Ірина Євгеніївна            | доктор фізико-математичних наук, старший науковий співробітник Фізико-технічного інституту низьких температур імені Б. І. Вєркіна НАН України                                                                    |
| Премія НАН України імені Ю. О. Митропольського     | цикл робіт «Аналітичні та спектральні методи теорії динамічних систем і нелінійних диференціальних рівнянь»                               | Кошманенко Володимир Дмитрович      | доктор фізико-математичних наук, провідний науковий співробітник Інституту математики НАН України |
| Премія НАН України імені В. М. Глушкова            | цикл робіт «Інтелектуальні системи та технології сприйняття і обробки інформації різної фізичної природи»                                 | Боюн Віталій Петрович               | член-кореспондент НАН України, завідувач відділу Інституту кібернетики імені В. М. Глушкова НАН України |
| Премія НАН України імені В. М. Глушкова            | цикл робіт «Інтелектуальні системи та технології сприйняття і обробки інформації різної фізичної природи»                                 | Войтович Ігор Данилович             | академік НАН України, завідувач відділу Інституту кібернетики ім. В. М. Глушкова НАН України |
| Премія НАН України імені В. М. Глушкова            | цикл робіт «Інтелектуальні системи та технології сприйняття і обробки інформації різної фізичної природи»                                 | Палагін Олександр Васильович        | академік НАН України, заступник директора Інституту кібернетики ім. В. М. Глушкова НАН України |
| Премія НАН України імені О. М. Динника             | цикл праць «Закономірності хвильових процесів в акустичних, пружних та поро-пружних обмежених середовищах»                                | Вовк Ігор Володимирович             | доктор фізико-математичних наук, провідний науковий співробітник Інституту гідромеханіки НАН України |
| Премія НАН України імені О. М. Динника             | цикл праць «Закономірності хвильових процесів в акустичних, пружних та поро-пружних обмежених середовищах»                                | Городецька Наталія Сергіївна        | доктор фізико-математичних наук, учений секретар Інституту гідромеханіки НАН України |
| Премія НАН України імені О. М. Динника             | цикл праць «Закономірності хвильових процесів в акустичних, пружних та поро-пружних обмежених середовищах»                                | Мелешко В'ячеслав Володимирович     | доктор фізико-математичних наук, професор Київського національного університету імені Тараса Шевченка |
| Премія НАН України імені М. К. Янгеля              | цикл праць "Створення ракетно-космічного комплексу з ракетою-носієм «Зеніт-3Ф» та реалізація космічної місії з радіотелескопом «Спектр-Р» | Дегтярев Олександр Вікторович       | кандидат економічних наук, генеральний конструктор-генеральний директор Державного підприємства «Конструкторське бюро „Південне“ імені М. К. Янгеля»                                                             |
| Премія НАН України імені М. К. Янгеля              | цикл праць "Створення ракетно-космічного комплексу з ракетою-носієм «Зеніт-3Ф» та реалізація космічної місії з радіотелескопом «Спектр-Р» | Коноваленко Олександр Олександрович | академік НАН України, заступник директора Радіоастрономічного інституту НАН України |
| Премія НАН України імені М. К. Янгеля              | цикл праць "Створення ракетно-космічного комплексу з ракетою-носієм «Зеніт-3Ф» та реалізація космічної місії з радіотелескопом «Спектр-Р» | Асюшкин Володимир Андрійович        | кандидат технічних наук, заступник генерального конструктора і генерального директора Федерального державного унітарного підприємства «Науково-виробниче об'єднання імені С. О. Лавочкіна» (Російська Федерація) |
| Премія НАН України імені М. П. Барабашова          | цикл робіт «Фізичні властивості астероїдів за результатами фотометричних спостережень»                                                    | Величко Федір Петрович              | кандидат фізико-математичних наук, провідний науковий співробітник Харківського національного університету імені В. Н. Каразіна Міністерства освіти і науки, молоді та спорту України                            |
| Премія НАН України імені М. П. Барабашова          | цикл робіт «Фізичні властивості астероїдів за результатами фотометричних спостережень»                                                    | Круглий Юрій Миколайович            | кандидат фізико-математичних наук, старший науковий співробітник Харківського національного університету імені В. Н. Каразіна Міністерства освіти і науки, молоді та спорту України                              |
| Премія НАН України імені М. П. Барабашова          | цикл робіт «Фізичні властивості астероїдів за результатами фотометричних спостережень»                                                    | Шевченко Василь Григорович          | кандидат фізико-математичних наук, старший науковий співробітник Харківського національного університету імені В. Н. Каразіна Міністерства освіти і науки, молоді та спорту України                              |
| Премія НАН України імені Г. В. Курдюмова           | цикл робіт «Фазові і структурні перетворення як основа оптимізації фізичних властивостей сталей і сплавів»                                | Котречко Сергій Олексійович         | доктор фізико-математичних наук, завідувач відділу Інституту металофізики ім. Г. В. Курдюмова НАН України |
| Премія НАН України імені Г. В. Курдюмова           | цикл робіт «Фазові і структурні перетворення як основа оптимізації фізичних властивостей сталей і сплавів»                                | Мєшков Юрій Якович                  | член-кореспондент НАН України, головний науковий співробітник Інституту металофізики ім. Г. В. Курдюмова НАН України                                                                                             |
| Премія НАН України імені Г. В. Курдюмова           | цикл робіт «Фазові і структурні перетворення як основа оптимізації фізичних властивостей сталей і сплавів»                                | Надутов Володимир Михайлович        | доктор фізико-математичних наук, заступник директора Інституту металофізики ім. Г. В. Курдюмова НАН України |
| Премія НАН України імені С. І. Пекаря              | цикл робіт «Теорія кореляційних та когерентних процесів у напівпровідникових гетероструктурах»                                            | Піпа Віктор Йосипович               | доктор фізико-математичних наук, провідний науковий співробітник Інституту фізики напівпровідників імені В. Є. Лашкарьова НАН України                                                                            |
| Премія НАН України імені С. І. Пекаря              | цикл робіт «Теорія кореляційних та когерентних процесів у напівпровідникових гетероструктурах»                                            | Сугаков Володимир Йосипович         | член-кореспондент НАН України, завідувач відділу Інституту ядерних досліджень НАН України |
| Премія НАН України імені С. І. Пекаря              | цикл робіт «Теорія кореляційних та когерентних процесів у напівпровідникових гетероструктурах»                                            | Шевченко Сергій Іванович            | доктор фізико-математичних наук, провідний науковий співробітник Фізико-технічного інституту низьких температур імені Б. І. Вєркіна НАН України                                                                  |
| Премія НАН України імені Л. В. Шубникова           | цикл робіт «Новітні багатофункціональні магнітні матеріали: від макросистем до наноструктур; властивості та застосування»                 | Голуб Володимир Олегович            | доктор фізико-математичних наук, завідувач лабораторії Інституту магнетизму НАН України та Міністерства освіти і науки, молоді та спорту України                                                                 |
| Премія НАН України імені Л. В. Шубникова           | цикл робіт «Новітні багатофункціональні магнітні матеріали: від макросистем до наноструктур; властивості та застосування»                 | Каказей Гліб Миколайович            | доктор фізико-математичних наук, провідний науковий співробітник Інституту магнетизму НАН України та Міністерства освіти і науки, молоді та спорту України                                                       |
| Премія НАН України імені Л. В. Шубникова           | цикл робіт «Новітні багатофункціональні магнітні матеріали: від макросистем до наноструктур; властивості та застосування»                 | Левченко Георгій Георгійович        | доктор фізико-математичних наук, завідувач відділу Донецького фізико-технічного інституту імені О. О. Галкіна НАН України                                                                                        |
| Премія НАН України імені П. А. Тутковського        | монографія «Олег Степанович Вялов. Нариси життя та діяльності»                                                                            | Вялова Світлана Олегівна            | доктор історичних наук, провідний науковий співробітник Федеральної державної бюджетної установи «Российская национальная библиотека»                                                                            |
| Премія НАН України імені П. А. Тутковського        | монографія «Олег Степанович Вялов. Нариси життя та діяльності»                                                                            | Палій Володимир Михайлович          | кандидат геолого-мінералогічних наук, начальник відділу Президії НАН України |
| Премія НАН України імені В. І. Трефілова           | монографії «Деформационные и релаксационные явления при превращениях мартенситного типа», «Мартенситные превращения»                      | Коваль Юрій Миколайович             | член-кореспондент НАН України, завідувач відділу Інституту металофізики імені Г. В. Курдюмова НАН України |
| Премія НАН України імені В. І. Трефілова           | монографії «Деформационные и релаксационные явления при превращениях мартенситного типа», «Мартенситные превращения»                      | Лободюк Валентин Андрійович         | доктор технічних наук, провідний науковий співробітник Інституту металофізики імені Г. В. Курдюмова НАН України                                                                                                  |
| Премія НАН України імені В. І. Трефілова           | монографії «Деформационные и релаксационные явления при превращениях мартенситного типа», «Мартенситные превращения»                      | Естрін Еммануїл Ісаакович           | доктор фізико-математичних наук, провідний науковий співробітник Федерального державного унітарного підприємства «Центральний науково-дослідний інститут чорної металургії імені І. П. Бардіна»                  |
| Премія НАН України імені М. М. Доброхотова         | монографія «Электротермия кремния» | Гасик Михайло Іванович              | академік НАН України, завідувач кафедри Національної металургійної академії України |
| Премія НАН України імені М. М. Доброхотова         | монографія «Электротермия кремния» | Гасик Михайло Михайлович            | доктор технічних наук, професор Гельсінського технологічного університету |
| Премія НАН України імені В. М. Хрущова             | серія праць «Розробка наукових засад створення ефективних магнітоелектричних машин з декількома ступенями свободи обертання ротора»       | Антонов Олександр Євгенович         | доктор технічних наук, заступник директора Інституту електродинаміки НАН України |
| Премія НАН України імені В. М. Хрущова             | серія праць «Розробка наукових засад створення ефективних магнітоелектричних машин з декількома ступенями свободи обертання ротора»       | Кіреєв Володимир Георгійович        | кандидат технічних наук, старший науковий співробітник Інституту електродинаміки НАН України |
| Премія НАН України імені В. М. Хрущова             | серія праць «Розробка наукових засад створення ефективних магнітоелектричних машин з декількома ступенями свободи обертання ротора»       | Петухов Ігор Сергійович             | кандидат технічних наук, старший науковий співробітник Інституту електродинаміки НАН України |
| Премія НАН України імені К. Д. Синельникова        | цикл робіт «Електрофізічні процеси в ядерних системах та конденсованих середовищах під опроміненням»                                      | Касаткін Юрій Олександрович         | доктор фізико-математичних наук, провідний науковий співробітник Інституту електрофізики і радіаційних технологій НАН України                                                                                    |
| Премія НАН України імені К. Д. Синельникова        | цикл робіт «Електрофізічні процеси в ядерних системах та конденсованих середовищах під опроміненням»                                      | Клепіков В'ячеслав Федорович        | член-кореспондент НАН України, директор Інституту електрофізики і радіаційних технологій НАН України |
| Премія НАН України імені К. Д. Синельникова        | цикл робіт «Електрофізічні процеси в ядерних системах та конденсованих середовищах під опроміненням»                                      | Литвиненко Володимир Вікторович     | доктор технічних наук, заступник директора Інституту електрофізики і радіаційних технологій НАН України |
| Премія НАН України імені О. І. Бродського          | цикл праць «Механізми окислення вуглеводнів і тіоефірів активованими формами пероксиду водню й радикалами ОН»                             | Рудаков Єлисей Сергійович           | член-кореспондент НАН України, старший науковий співробітник Інституту фізико-органічної хімії і вуглехімії НАН України                                                                                          |
| Премія НАН України імені О. І. Бродського          | цикл праць «Механізми окислення вуглеводнів і тіоефірів активованими формами пероксиду водню й радикалами ОН»                             | Лобачов Володимир Леонідович        | доктор хімічних наук, в. о. завідувача відділу Інституту фізико-органічної хімії і вуглехімії НАН України |
| Премія НАН України імені О. І. Бродського          | цикл праць «Механізми окислення вуглеводнів і тіоефірів активованими формами пероксиду водню й радикалами ОН»                             | Литвиненко Сергій Леонідович        | кандидат хімічних наук, старший науковий співробітник Інституту фізико-органічної хімії і вуглехімії НАН України                                                                                                 |
| Премія НАН України імені О. О. Богомольця          | цикл праць «Фізіологія та патологія аферентних систем мозку: розкриття механізмів та розробка новітніх методів медичної корекції»         | Кришталь Олег Олександрович         | академік НАН України, директор Інституту фізіології ім. О. О. Богомольця НАН України |
| Премія НАН України імені О. О. Богомольця          | цикл праць «Фізіологія та патологія аферентних систем мозку: розкриття механізмів та розробка новітніх методів медичної корекції»         | Цимбалюк Віталій Іванович           | академік НАМН України, заступник директора Державної установи «Інститут нейрохірургії імені А. П. Ромоданова НАМН України»                                                                                       |
| Премія НАН України імені О. О. Богомольця          | цикл праць «Фізіологія та патологія аферентних систем мозку: розкриття механізмів та розробка новітніх методів медичної корекції»         | Медведєв Володимир Вікторович       | кандидат медичних наук, асистенту кафедри Національного медичного університету імені О .О. Богомольця |
| Премія НАН України імені Д. К. Заболотного         | цикл праць «Фітопатогенні бактерії — збудники особливо небезпечних хвороб рослин та їх автономні генетичні елементи»                      | Іваниця Володимир Олексійович       | доктор біологічних наук, професор Одеського національного університету імені І. І. Мечникова |
| Премія НАН України імені Д. К. Заболотного         | цикл праць «Фітопатогенні бактерії — збудники особливо небезпечних хвороб рослин та їх автономні генетичні елементи»                      | Пасічник Лідія Анатоліївна          | доктор біологічних наук, старший науковий співробітник Інституту мікробіології і вірусології ім. Д. К. Заболотного НАН України                                                                                   |
| Премія НАН України імені Д. К. Заболотного         | цикл праць «Фітопатогенні бактерії — збудники особливо небезпечних хвороб рослин та їх автономні генетичні елементи»                      | Товкач Федір Іванович               | доктор біологічних наук, заступник директора Інституту мікробіології і вірусології ім. Д. К. Заболотного НАН України                                                                                             |
| Премія НАН України імені Д. Ф. Чеботарьова         | цикл праць «Нові підходи до діагностики, профілактики та лікування цереброваскулярної та кардіоваскулярної патології»                     | Ахаладзе Микола Георгійович         | доктор медичних наук, завідувач відділення Державної установи «Інститут геронтології ім. Д. Ф. Чеботарьова АМН України»                                                                                          |
| Премія НАН України імені Д. Ф. Чеботарьова         | цикл праць «Нові підходи до діагностики, профілактики та лікування цереброваскулярної та кардіоваскулярної патології»                     | Кузнецова Світлана Михайлівна       | член-кореспондент НАМН України, завідувач відділу Державної установи «Інститут геронтології ім. Д. Ф. Чеботарьова АМН України»                                                                                   |
| Премія НАН України імені Д. Ф. Чеботарьова         | цикл праць «Нові підходи до діагностики, профілактики та лікування цереброваскулярної та кардіоваскулярної патології»                     | Лішневська Вікторія Юріївна         | доктор медичних наук, професор Державної установи «Інститут геронтології ім. Д. Ф. Чеботарьова АМН України» |
| Премія НАН України імені Ф. Г. Яновського          | монографія «Руководство по хирургии туберкулеза легких»                                                                                   | Калабух Ігор Анатолійович           | доктор медичних наук, завідувач відділення Державної установи «Національний інститут фтизіатрії і пульмонології імені Ф. Г. Яновського НАМН України»                                                             |
| Премія НАН України імені Ф. Г. Яновського          | монографія «Руководство по хирургии туберкулеза легких»                                                                                   | Хмель Олег Володимирович            | кандидат медичних наук, завідувач відділення Державної установи «Національний інститут фтизіатрії і пульмонології імені Ф. Г. Яновського НАМН України»                                                           |
| Премія НАН України імені Ф. Г. Яновського          | монографія «Руководство по хирургии туберкулеза легких»                                                                                   | Савенков Юрій Федорович             | доктор медичних наук, завідувач відділення ДОККЛПО «Фтизіатрія» |
| Премія НАН України імені М. Г. Холодного           | цикл праць «Порівняльні дослідження молекулярно-біологічних та фізіологічних процесів грибів та вищих рослин»                             | Гелюта Василь Петрович              | доктор біологічних наук, головний науковий співробітник Інституту ботаніки імені М. Г. Холодного НАН України |
| Премія НАН України імені М. Г. Холодного           | цикл праць «Порівняльні дослідження молекулярно-біологічних та фізіологічних процесів грибів та вищих рослин»                             | Кондратюк Сергій Якович             | доктор біологічних наук, завідувач відділу Інституту ботаніки імені М. Г. Холодного НАН України |
| Премія НАН України імені М. Г. Холодного           | цикл праць «Порівняльні дослідження молекулярно-біологічних та фізіологічних процесів грибів та вищих рослин»                             | Терек Ольга Іштванівна              | доктор біологічних наук, завідувач кафедри Львівського національного університету імені Івана Франка |
| Премія НАН України імені М. І. Туган-Барановського | цикл праць «Славетні постаті історії економічної думки України»                                                                           | Базилевич Віктор Дмитрович          | член-кореспондент НАН України, декану економічного факультету Київського національного університету імені Тараса Шевченка                                                                                        |
| Премія НАН України імені М. І. Туган-Барановського | цикл праць «Славетні постаті історії економічної думки України»                                                                           | Гайдай Тетяна Вікторівна            | кандидат економічних наук, доцент Київського національного університету імені Тараса Шевченка |
| Премія НАН України імені М. І. Туган-Барановського | цикл праць «Славетні постаті історії економічної думки України»                                                                           | Гражевська Надія Іванівна           | доктор економічних наук, професор Київського національного університету імені Тараса Шевченка |
| Премія НАН України імені А. Ю. Кримського          | цикл праць «Філософсько-релігійні та наукові традиції Сходу в європейській культурі»                                                      | Кіктенко Віктор Олексійович         | кандидат історичних наук, завідувач відділу Інституту сходознавства ім. А. Ю. Кримського НАН України |
| Премія НАН України імені А. Ю. Кримського          | цикл праць «Філософсько-релігійні та наукові традиції Сходу в європейській культурі»                                                      | Огнєва Олена Дмитрівна              | кандидат історичних наук, старший науковий співробітник Інституту сходознавства ім. А. Ю. Кримського НАН України                                                                                                 |
| Премія НАН України імені Ф. І. Шміта               | праця «Декор української народної кераміки XVI — першої половини ХХ століть»                                                              | Івашків Галина Михайлівна           | кандидат мистецтвознавства, науковий співробітник Інституту народознавства НАН України |
| Премія НАН України імені О. О. Потебні             | праця «Теоретична граматика сучасної української мови. Морфологія. Синтаксис»                                                             | Загнітко Анатолій Панасович         | член-кореспондент НАН України, завідувач кафедри Донецького національного університету |